# Лицький Новий
44°31′ пн. ш. 15°20′ сх. д. / 44.51° пн. ш. 15.33° сх. д.
Лицький Новий (хорв. Lički Novi) — населений пункт у Хорватії, у Лицько-Сенській жупанії у складі міста Госпич.

## Населення
Населення за даними перепису 2011 року становило 298 осіб.
Динаміка чисельності населення поселення:

## Клімат
Середня річна температура становить 8,66 °C, середня максимальна – 22,48 °C, а середня мінімальна – -6,80 °C. Середня річна кількість опадів – 1171 мм.
| Клімат поселення                              | Клімат поселення | Клімат поселення | Клімат поселення | Клімат поселення | Клімат поселення | Клімат поселення | Клімат поселення | Клімат поселення | Клімат поселення | Клімат поселення | Клімат поселення | Клімат поселення | Клімат поселення |
| Показник                                      | Січ.             | Лют.             | Бер.             | Квіт.            | Трав.            | Черв.            | Лип.             | Серп.            | Вер.             | Жовт.            | Лист.            | Груд.            |                  |
| Середній максимум, °C                         | 5,59             | 6,96             | 10,07            | 14,04            | 18,71            | 22,04            | 22,48            | 22,02            | 18,39            | 14,02            | 8,81             | 4,78             |                  |
| Середня температура, °C                       | −0,6             | 0,76             | 3,88             | 7,83             | 12,54            | 15,84            | 17,99            | 17,53            | 13,91            | 9,54             | 4,32             | 0,30             |                  |
| Середній мінімум, °C                          | −6,8             | −5,41            | −2,3             | 1,64             | 6,33             | 9,66             | 13,51            | 13,04            | 9,44             | 5,06             | −0,16            | −4,18            |                  |
| Норма опадів, мм                              | 91               | 88               | 88               | 91               | 81               | 78               | 47               | 69               | 122              | 137              | 156              | 123              |                  |
| Середньомісячна швидкість вітру, м/с          | 2.74             | 2.86             | 3.00             | 2.88             | 2.61             | 2.40             | 2.38             | 2.30             | 2.48             | 2.66             | 3.02             | 3.03             |                  |
| Середньомісячна сонячна радіація, кДж/м²·день | 4627             | 7302             | 10717            | 15310            | 19468            | 21427            | 23387            | 20081            | 14683            | 9346             | 4887             | 3829             |                  |
| --------------------------------------------- | ---------------- | ---------------- | ---------------- | ---------------- | ---------------- | ---------------- | ---------------- | ---------------- | ---------------- | ---------------- | ---------------- | ---------------- | ---------------- |
| Джерело:                                      |                  |                  |                  |                  |                  |                  |                  |                  |                  |                  |                  |                  |                  |